# Ефимов, Василий Иванович
Василий Иванович Ефимов (1917 год, Боровата, Тихвинский уезд — дата и место смерти не известны) — колхозник, звеньевой колхоза «Новая жизнь», Герой Социалистического Труда (1948).

## Биография
Родился в 1917 году в селе Боровата (ныне — село не существует, территория Любытинского района Новгородской области).
После окончания сельской школы в 1929 году вступил в местную сельхозартель «Красная Звезда».
С 1941 года – в Красной Армии. Участник Великой Отечественной войны. Был ранен и в 1942 году демобилизован.
После излечения в госпитале в конце 1942 года переехал в Казахскую ССР, где стал работать в колхозе «Новая жизнь» Джамбулского района Алматинской области.
В 1946 году был назначен звеньевым полеводческого звена.
В 1947 году полеводческое звено, которым руководил Василий Ефимов, собрало 30,3 центнеров пшеницы с участка площадью 44 гектаров.
За эти достижения был удостоен в 1948 году звания Героя Социалистического Труда.
В последующем проживал в городе Алма-Ата.

## Награды
- Герой Социалистического Труда (1948) — указом Президиума Верховного Совета СССР от 28 марта 1948 года
- Орден Ленина (1948)
- Орден Отечественной войны 1 степени (06.04.1985)[1]